# Électrophorèse bidimensionnelle

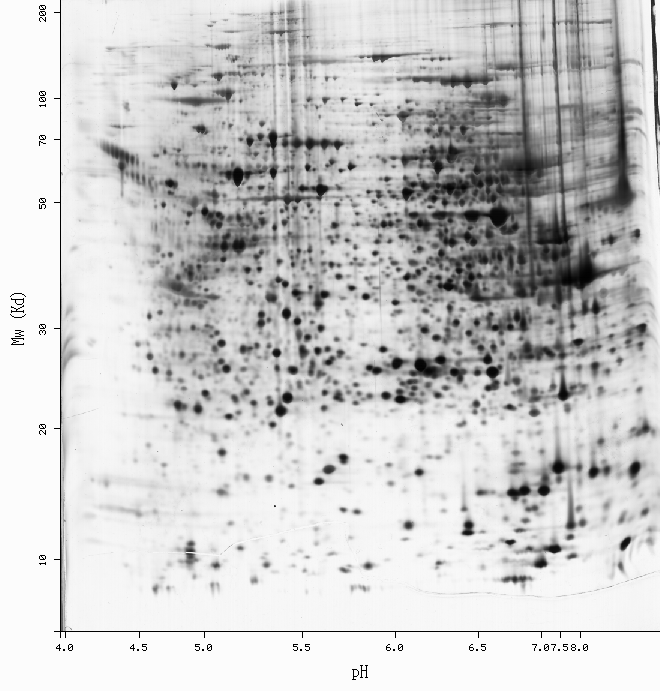
Exemple d'électrophorèse bidimensionnelle.

Une électrophorèse bidimensionnelle est un type d'électrophorèse utilisée pour analyser des protéines.
La séparation peut se faire (par exemple) en fonction du point isoélectrique et de la masse moléculaire.
La technique avait été introduite par O'Farrell et Klose en 1975.